# Юлиана Льежская
Святая Юлиана Льежская (также Юлиана Корнильонская; фр. Julienne de Liège, нем. Juliana von Lüttich, 13 ноября 1193, Ретин, Валлония — 5 апреля 1258[…], Фос-ла-Виль, Валлония) — регулярная канонисса-премонстрантка, мистик. С её именем связывают возникновение праздника Тела и Крови Христовых, который впервые отметили в Льеже в 1246 году; уже в 1264 году папа Урбан IV сделал его обязательным для всей Церкви.
Хотя её культ распространился сразу после её смерти, официально он был признан лишь в 1869 году, когда папа Пий IX канонизировал Юлиану. День памяти — 5 апреля.

## Жизнь
Юлиана и её сестра-близнец Агнеса родились в деревне Ретин в Льежском епископстве. Осиротев в пятилетнем возрасте, они были отправлены жить двойной монастырь в Мон-Корнильоне (недалеко от Льежа). Юлиана принесла монашеские обеты в возрасте 13 лет и много лет работала в лепрозории монастырского хосписа. Агнеса, по всей видимости, умерла в детстве.
Как и многие женщины Льежа, Юлиана очень почитала Евхаристию. В 16-летнем возрасте у неё было видение, которое затем повторялось несколько раз: величественная луна, диаметрально пересечённая тёмной полосой. Со временем она поняла, что луна символизирует жизнь церкви на земле, а тёмная линия представляет отсутствие праздника в честь Тела и Крови Христовых. Своими мыслями девушка поделилась лишь с затворницей Евой Льежской и несколькими другими доверенными сёстрами.
Около 1225 года была избрана приорессой и восстановила строгий устав святого Августина. Она рассказала о своих видениях своему духовнику, канонику Иоанну Лозаннскому. У Иоанна было много знакомых среди выдающихся французских богословов и доминиканских профессоров: Роберт I де Туротт, епископ Льежский; Гуго де Сен-Шер, доминиканский приор провинции Франции; и Жак Панталеон Кур-Пале, будущий Урбан IV. Церковники единогласно одобрили инициативу Юлианы. Первый праздник Тела и Крови Христовых в епархии был отмечен в 1246 году.
Жизнь Юлианы была неспокойной, в основном из-за религиозных и политических разногласий, распространившихся в Льеже: зарождение среднего класса, который требовал новые права; противоборство между гвельфами и гибеллинами и междоусобные ссоры среди низшей знати во Фландрии. Всё это происходило на фона соперничества за епископский престол после смерти Роберта де Туротта, усугубившегося после отлучения от церкви императора Фридриха II папой Иннокентием IV.
В 1247 году Юлиану выжил из монастыря новый попечитель, и она укрывалась в цистерцианских монастырях Робермон, Валь-Бенуа и Валь-Нотр-Дам, а затем среди бегинок. Последнее прибежище Юлиана нашла в монастыре Фос-ла-Виль в графстве Намюр, где жила в уединении до самой смерти. После её смерти её друг — цистерцианский монах Гобер д’Апремон — исполнил волю усопшей, перевезя её тело в аббатство Виллер-ля-Вилль, где она была погребена на кладбищенском участке, отведённом для святых.